# اثر فرار از ابهام
اثر فرار از ابهام (انگلیسی: Ambiguity effect)، نوعی سوگیری شناختی است که در آن، تصمیم‌گیری تحت تأثیر فقدان اطلاعات یا «ابهام» قرار می‌گیرد. این اثر بیان‌کننده ترجیح انتخاب یک گزینه با احتمال مشخص و معلوم نسبت به یک گزینه با احتمال ناشناخته و مجهول است. اثر فرار از ابهام برای نخستین بار در سال ۱۹۶۱ توسط دانیل السبرگ توصیف شد.

## مثال
به عنوان مثال، در کوزه‌ای ۱۲۰ گوی قرمز، سفید و سیاه قرار دارد. چیزی که مشخص است این است که تعداد گوی‌های قرمز ۴۰ عدد است. ۸۰ گوی دیگر سفید یا سیاه‌اند اما ما تعداد دقیق هر رنگ را نمی‌دانیم. ممکن است ۷۹ توپ سیاه و ۱ توپ سفید داشته باشیم ولی کسی از تعداد دقیق آن‌ها اطلاعی ندارد. پس دقیقاً ۱/۳ گوی‌ها قرمزند و مابقی مخلوطی از سفید و سیاه. اکنون کوزه را تکان داده تا گوی‌ها مخلوط شوند و یک گوی از آن بیرون می‌آوریم. حالا بیایید شرط‌بندی کنیم:
- شرط‌بندی اول:۱ـ گوی قرمز است و شما می‌برید یا ۲ـ گوی سیاه هست و شما می‌برید
- شرط‌بندی دوم: ۳ـ گوی قرمز یا سفید است و شما می‌برید یا ۴ـ گوی سیاه یا سفید است و شما می‌برید

کدام گزینه انتخاب شماست؟
اگر روی ۱ یا ۴ شرط‌بندی کردید مرتکب سوگیری فرار از ابهام شده‌اید. اگر در شرط‌بندی اول گزینهٔ ۱ را به ۲ ترجیح دادید در واقع تشخیص دادید که تعداد توپ‌های قرمز از سیاه بیشتر است؛ ولی تنها تفاوت بین گزینهٔ ۳ و ۴ این است که شما فقط با انتخاب سیاه یا قرمز می‌برید. پس اگر ۴ را به ۳ ترجیح دادید در واقع تشخیص دادید که تعداد بیشتری گوی سیاه نسبت به قرمز وجود دارد. پس اگر در دو شرط‌بندی گزینه‌ها ۱ و ۴ را انتخاب کنید دچار تناقض شده‌اید، زیرا که شما نسبت به تعداد دقیق گوی‌های سیاه یا سفید هیچ‌گونه اطلاعی ندارید. این آزمایش با نام پارادوکس السبرگ شناخته می‌شود.

## توضیح
دلایل بسیاری برای چرایی وجود چنین سوگیری‌های شناختی وجود دارد. به عنوان مثال کمک به مغز در پردازش سریع‌تر اطلاعات در موقعیت‌های خاص. به همین دلیل است که تصمیمات و داوری‌های ما که توسط چنین سوگیری‌هایی تحت تأثیر قرار گرفته باشند لزوماً عاری از خطا و اشتباه نیستند.
این سوگیری شاید در مسائل جزئی چندان تأثیرگذار نباشد؛ ولی در مواردی همچون باورها، افراد در بیشتر موارد بر معلومات، تکیهٔ بیشتری می‌کنند و به اصطلاح از منطقهٔ آسایش خارج نمی‌شوند و حاضر به ریسکی برای ورود به باورهای ناشناخته نیستند. در پایان این گونه می‌توان نتیجه گرفت که شاید تکیه بر معلومات قبلی بد نباشد؛ ولی داشتن شناخت کامل‌تری نسبت به مجهولات و ابهامات و بررسی همگی موارد در کنار هم می‌تواند تصمیم‌گیری‌های بهتری را برای ما رقم بزند.